# Trimetilguanosina sintasa
La trimetilguanosina sintasa (TGS1) és un enzim codificat en humans pel gen TGS1.